# Donzy-le-National
Donzy-le-National ist eine Commune déléguée in der französischen Gemeinde La Vineuse sur Fregande mit 224 Einwohnern (Stand: 1. Januar 2022) im Département Saône-et-Loire in der Region Bourgogne-Franche-Comté.
Zum 1. Januar 2017 wurde die Gemeinde Donzy-le-National mit der Nachbargemeinden Massy, La Vineuse und Vitry-lès-Cluny zur Commune nouvelle La Vineuse sur Fregande vereinigt. Sie gehörte zum Arrondissement Mâcon und war Teil des Kantons Cluny.

## Geografie
Donzy-le-National liegt etwa 15 Kilometer westnordwestlich von Cluny. 

## Bevölkerungsentwicklung
| Jahr                      | 1962 | 1968 | 1975 | 1982 | 1990 | 1999 | 2006 | 2013 |
| Einwohner                 | 215  | 184  | 178  | 154  | 166  | 195  | 185  | 199  |
| Quelle: Cassini und INSEE |      |      |      |      |      |      |      |      |

## Sehenswürdigkeiten

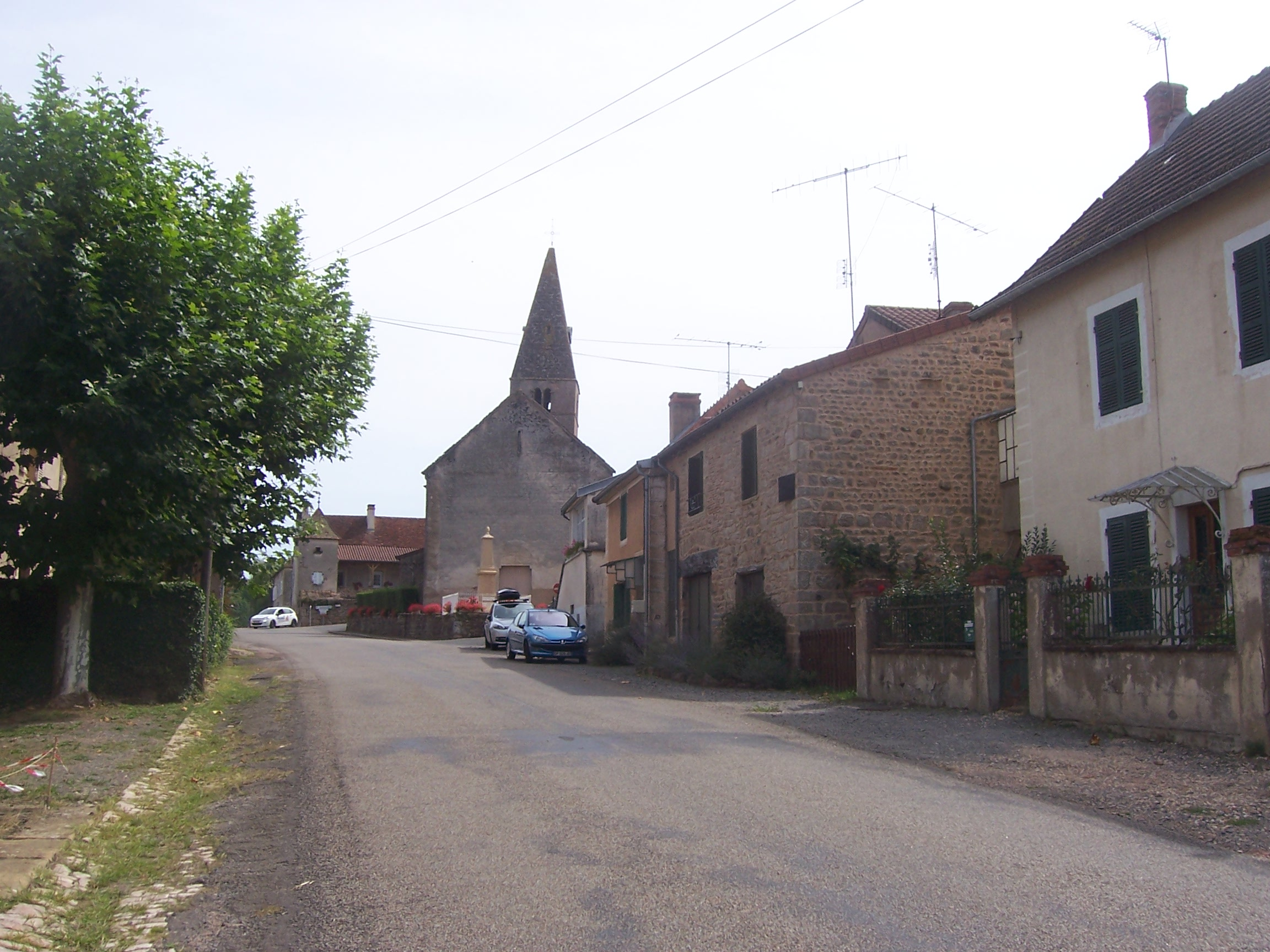
Blick auf den Ortskern mit Kirche Sainte-Marie-Madeleine

- Kirche Sainte-Marie-Madeleine